# Маккензи Коллеж
Не следует путать Маккензи Коллеж с другим футбольным клубом Маккензи.
«Маккензи Коллеж» (порт. Associação Atlética Mackenzie College) или просто «Маккензи» (порт. — Mackenzie) — бывший бразильский футбольный клуб из города Сан-Паулу. Клуб был основан 18 августа 1898 года первым в качестве футбольного и баскетбольного клуба.

## История
В 1896 году профессор Август Шоу, вернувшись из США, начал продвигать такие виды спорта, как баскетбол, футбол и регби. Многие студенты заинтересовались новыми «развлечениями», а в 1898 году собрались под знамёнами «A.A. Mackenzie College», среди учредителей клуба был знаменитый Белфорт Дуарте.
«Макензи» стал одним из основателей первой футбольной лиги в Бразилии — Лиги Паулиста, чемпионата среди клубов штата Сан-Паулу. 3 мая 1902 года была проведена первая официальная игра в истории бразильского футбола: «Макензи» играл против клуба «Жермания». «Маккензи» в той игре победил 2:1, а оба гола забил Марио Эппингаукс, один из основателей футбольного клуба «Маккензи», войдя в историю, как автор первого официального гола в истории бразильского футбола.
В 1920 году «Маккензи» объединился с «Португезой» и сформировал клуб «Мак-Порт». В 1923 году союз футбольных клубов распался и «Маккензи» исчез с футбольной карты Бразилии.